# Ogar 4 (1936–1941)
Ogar 4 je československý vzduchem chlazený dvoudový jednoválcový motocykl, vyráběný v letech 1936–1941 firmou Autfit. Bylo vyrobeno asi 2150 kusů.

## Popis
Motocykl vycházel z předchozího typu Ogar Standard. Jeho konstruktérem byl Ing. František Bartuška. Rám je trubkový, přední vidlice vahadlová lisovaná s tlumičem řízení a pružení. Jako jediný tehdejší motocykl kubatury 250 cm³ měl motocykl čtyřstupňovou převodovku s ručním nebo nožním řazením. Zapalování je dynamoakumulátorové Bosch. Nabízela se i přepychová verze s výfuky vedenými horem.

## Motor
Dvoudobý, vzduchem chlazený jednoválec 247 cm³ s deflektorem má výkon 9 kW při 4200 otáčkách za minutu. Karburátor Amal je dvoušoupátkový, na motor navazuje spojka v olejové lázni a čtyřstupňová převodovka. Klikový hřídel byl uložen na čtyřech válečkových ložiscích. Dle vyjádření výrobce v dobovém prospektu se jednalo o technický přepych, ale motor se tím stal téměř nezničitelným.

## Technické parametry
- Rám: trubkový
- Suchá hmotnost:
- Pohotovostní hmotnost: 120 kg
- Maximální rychlost: 115 km/h
- Spotřeba paliva: 3 l/100 km